# SteepleChase Records
Pour les articles homonymes, voir Steeple chase.
SteepleChase Records est un label discographique danois de jazz, basé à Copenhague.

## Histoire
SteepleChase est fondé en 1972 par Nils Winther, alors étudiant à l'université de Copenhague. Il commence à enregistrer des concerts au Jazzhus Montmartre, où de nombreux musiciens américains se produisaient, et reçoit l'autorisation de certains artistes de commercialiser les morceaux
SteepleChase devient un refuge pour de nombreux artistes qui n'avaient pas de contrat avec des labels plus importants à l'époque. En 1987, le label lance également le label classique Kontrapunkt.

## Artistes
- Ari Ambrose
- Chet Baker
- Paul Bley
- Scott Colley
- George Colligan
- Albert Dailey
- Harold Danko
- Boulou Ferré
- Stan Getz
- Dexter Gordon
- Onaje Allan Gumbs
- Tom Harrell
- Andrew Hill
- Buck Hill
- Scotty Holt
- Thad Jones
- Duke Jordan
- Vic Juris
- Steve LaSpina
- Joe Locke
- Rick Margitza
- Jackie McLean
- Rene McLean
- Jim McNeely
- Niels-Henning Ørsted Pedersen
- Horace Parlan
- Rich Perry
- Doug Raney
- Bob Rockwell
- Archie Shepp
- Joshua Douglas Smith
- Dave Stryker
- Mickey Tucker
- Kenny Werner